# Nichlas Torp
Nichlas Torp (* 10. April 1989 in Jönköping) ist ein schwedischer Eishockeyspieler, der zuletzt bei der Düsseldorfer EG in der Deutschen Eishockey Liga unter Vertrag stand.

## Karriere
Nichlas Torp begann seine Karriere als Eishockeyspieler in seiner Heimatstadt in der Nachwuchsabteilung von HV71, für dessen Profimannschaft er in der Saison 2008/09 sein Debüt in der Elitserien gab. In seinem Rookiejahr bereitete er in insgesamt 56 Spielen zwei Tore vor und wurde mit seiner Mannschaft auf Anhieb Vizemeister. In der folgenden Spielzeit gewann der Verteidiger mit seiner Mannschaft den schwedischen Meistertitel. Zu diesem Erfolg trug er mit einem Tor und sechs Vorlagen in insgesamt 63 Spielen bei. Zur Saison 2011/12 wechselte er innerhalb der höchsten schwedischen Spielklasse zum Timrå IK.
Zwischen 2012 und 2016 spielte er für Modo Hockey und begann die Saison 2016/17 bei Leksands IF. Anfang Februar 2017 trat er seine erste Auslandsstation an und unterschrieb bei den Nürnberg Ice Tigers aus der Deutschen Eishockey Liga (DEL) einen Vertrag bis zum Saisonende.
Am 26. Januar 2019 verpflichtete die Düsseldorfer EG Torp bis zum Saisonende.

### International
Für Schweden nahm Torp an der U18-Junioren-Weltmeisterschaft 2007 sowie der U20-Junioren-Weltmeisterschaft 2009 teil. Bei der U18-WM 2007 gewann er mit seiner Mannschaft die Bronze-, bei der U20-WM 2009 die Silbermedaille.

## Erfolge und Auszeichnungen
- 2007 Bronzemedaille bei der U18-Junioren-Weltmeisterschaft
- 2009 Silbermedaille bei der U20-Junioren-Weltmeisterschaft
- 2010 Schwedischer Meister mit dem HV71

## Elitserien-Statistik
(Stand: Ende der Saison 2010/11)